# Paul di Resta
Paul di Resta (* 16. duben 1986 Uphall, Skotsko) je britský automobilový závodník. V letech 2011 až 2013 byl pilotem Formule 1 ve stáji Force India. V roce 2014 již angažmá ve Formuli 1 nezískal. Vrátil se proto do série DTM, kde v minulosti získal četné úspěchy, včetně titulu v roce 2010.

## Osobní život
Paul di Resta je bratrancem závodníků Daria Franchittiho a Marina Franchittiho. Jeho nevlastní otec Dougie McCracken byl skotským fotbalistou.

## Kariéra před Formulí 1

### Motokáry
Svou závodnickou kariéru začal na motokárách, jezdil v různých motokárových sériích v letech 1994–2002. V roce 2001 vyhrál britský šampionát JICA.

### Formule Renault
V roce 2003 závodil v Britské Formuli Renault. V celkovém pořadí byl sedmý a jeden závod vyhrál. Pak přešel k Manor Motorsport a skončil třetí v šampionátu se čtyřmi vítězstvími. Také se zúčastnil několika závodů série Eurocup Formula Renault 2.0 s týmem Manor. V roce 2004 vyhrál prestižní cenu McLaren Autosport BRDC Award.

### Formule 3
Paul di Resta dále pokračoval v Eurosérii Formule 3, kde v roce 2005 skončil na desátém místě. Příští sezonu přestoupil do týmu ASM Formule 3. Jeho týmovým kolegou byl Sebastian Vettel, kterého dokázal porazit a stal se vítězem šampionátu.

### DTM

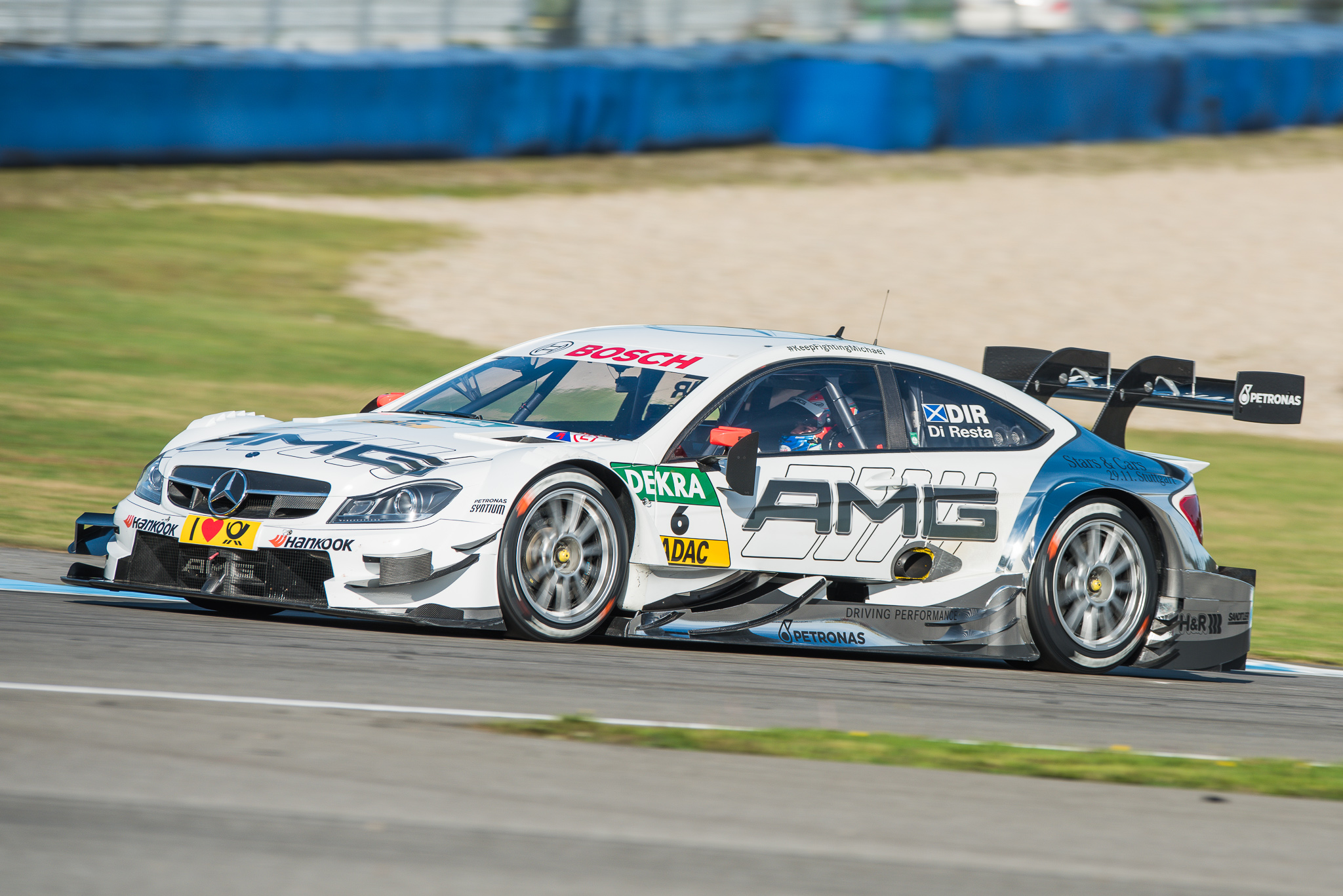
Paul di Resta, Deutsche Tourenwagen Masters 2014 - Hockenheimring

V roce 2007 závodil v německé sérii cestovních vozů DTM. Celkově skončil pátý a byl nejlepším pilotem, který jezdil ve starším voze. Jeho výjimečné výkony mu zajistily v další sezoně nový vůz Mercedes C Klasse 2008. Di Resta bojoval o titul do posledního závodu, nakonec skončil druhý a pouhé čtyři body za vítězem Timo Scheiderem. V roce 2009 se umístil na třetím místě. V roce 2010 vyhrál tři závody a získal titul.

## Formule 1

### 2011-: Force India
V prosinci 2009 di Resta testoval na okruhu Jerez s týmem Force India. Stal se testovacím a rezervním jezdcem pro rok 2010. V průběhu sezony 2010 se zúčastnil několika prvních pátečních tréninků. V roce 2011 se stal závodním jezdcem Force India.

#### 2012
Po patnáctém místě v kvalifikaci na Grand Prix Austrálie získal jeden bod za desátou příčku. Po čtrnáctém místě v kvalifikaci obsadil v malajsijské velké ceně sedmou příčku. Patnáctý skončil i v kvalifikaci na Velkou cenu Číny a v závodě obsadil dvanácté místo. Z desátého místa v kvalifikaci si v GP Bahrajnu vyjel šestou příčku. Ze dvanáctého místa v kvalifikaci Grand Prix Španělska dojel čtrnáctý. Sedmý skončil v GP Monaka po startu z patnácté příčky. V kvalifikaci na Grand Prix Kanady skončil osmý. V závodě skončil po špatném startu jedenáctý. V Grand Prix Evropy skončil po celkem povedené kvalifikaci, ve které skončil desátý, na sedmém místě. Naopak v Grand Prix Velké Británie se mu vůbec nedařilo. Po skončení v kvalifikaci na desátém místě se v závodě ihned po startu dostal do kolize a vyjel mimo trať a ze závodu musel odstoupit. Výsledek bez jediného bodu poté zaznamenal v Grand Prix Německa a v Grand Prix Maďarska. V první jmenované skončil po kvalifikaci (deváté místo) na jedenáctém místě a v Grand Prix Maďarska až na dvanáctém místě (v kvalifikaci také dvanáctý). V Grand Prix Belgie dojel v kvalifikaci na devátém místě. V závodě si pohoršil o jedno místo. Do Grand Prix Itálie vyjel z devátého místa (penalizace pěti míst na startu za předčasnou výměnu převodovky) a dojel na místě osmém. V Grand Prix Singapuru dosáhl svého dosavadního nejlepšího výsledku ve formuli 1. Skončil na čtvrtém místě za Fernandem Alonsem. V momentální době mu patří jedenácté místo se 44 body.

## Kompletní výsledky ve Formuli 1
| Legenda k tabulce | Legenda k tabulce                                                                       |
| Barva             | Výsledek                                                                                |
| ----------------- | --------------------------------------------------------------------------------------- |
| Zlatá             | Vítěz                                                                                   |
| Stříbrná          | 2. místo                                                                                |
| Bronzová          | 3. místo                                                                                |
| Zelená            | Bodované umístění                                                                       |
| Modrá             | Nebodované umístění                                                                     |
| Modrá             | Dokončil neklasifikován (NC)                                                            |
| Fialová           | Odstoupil (Ret)                                                                         |
| Červená           | Nekvalifikoval se (DNQ)                                                                 |
| Červená           | Nepředkvalifikoval se (DNPQ)                                                            |
| Černá             | Diskvalifikován (DSQ)                                                                   |
| Bílá              | Nestartoval (DNS)                                                                       |
| Bílá              | Závod zrušen (C)                                                                        |
| Světle modrá      | Pouze trénoval (PO)                                                                     |
| Světle modrá      | Páteční testovací jezdec (TD)                                                           |
| Bez barvy         | Netrénoval (DNP)                                                                        |
| Bez barvy         | Vyřazen (EX)                                                                            |
| Bez barvy         | Nepřijel (DNA)                                                                          |
| Bez barvy         | Odvolal účast (WD)                                                                      |
| Bez barvy         | Nezúčastnil se (prázdné)                                                                |
| Označení          | Význam                                                                                  |
| Tučnost           | Pole position                                                                           |
| Kurzíva           | Nejrychlejší kolo                                                                       |
| †                 | Jezdec nedojel do cíle, ale byl klasifikován, protože odjel více než 90 % délky závodu. |
| ‡                 | Byl udělován poloviční počet bodů, protože bylo odjeto méně než 75 % délky závodu.      |
| Horní index       | Umístění bodujících jezdců ve sprintu                                                   |

| Rok                                                 | Tým                        | Vůz               | Motor                   | 1      | 2       | 3      | 4       | 5      | 6      | 7       | 8      | 9       | 10      | 11      | 12      | 13      | 14      | 15     | 16     | 17     | 18     | 19     | 20      | Body | Umístění  |
| --------------------------------------------------- | -------------------------- | ----------------- | ----------------------- | ------ | ------- | ------ | ------- | ------ | ------ | ------- | ------ | ------- | ------- | ------- | ------- | ------- | ------- | ------ | ------ | ------ | ------ | ------ | ------- | ---- | --------- |
| 2010                                                | Force India F1 Team        | Force India VJM03 | Mercedes FO 108X 2.4 V8 | BHR    | AUS TD  | MAL TD | CHN TD  | ESP TD | MON    | TUR     | CAN    | EUR TD  | GBR TD  | GER     | HUN TD  | BEL     | ITA TD  | SIN    | JPN    | KOR    | BRA    | ABU    |         | –    | –         |
| 2011                                                | Force India F1 Team        | Force India VJM04 | Mercedes FO 108Y 2,4 V8 | AUS 10 | MAL 10  | CHN 11 | TUR Ret | ESP 12 | MON 12 | CAN 18† | EUR 14 | GBR 15  | GER 13  | HUN 7   | BEL 11  | ITA 8   | SIN 6   | JPN 12 | KOR 10 | IND 13 | ABU 9  | BRA 8  |         | 27   | 13. místo |
| 2012                                                | Sahara Force India F1 Team | Force India VJM05 | Mercedes FO 108Z 2,4 V8 | AUS 10 | MAL 7   | CHN 12 | BHR 6   | ESP 14 | MON 7  | CAN 11  | EUR 7  | GBR Ret | GER 11  | HUN 12  | BEL 10  | ITA 8   | SIN 4   | JPN 12 | KOR 12 | IND 12 | ABU 9  | USA 15 | BRA 19† | 46   | 14. místo |
| 2013                                                | Sahara Force India F1 Team | Force India VJM06 | Mercedes FO 108Z 2,4 V8 | AUS 8  | MAL Ret | CHN 8  | BHR 4   | ESP 7  | MON 9  | CAN 7   | GBR 9  | GER 11  | HUN 18† | BEL Ret | ITA Ret | SIN 20† | KOR Ret | JPN 11 | IND 8  | ABU 6  | USA 15 | BRA 11 |         | 48   | 12. místo |
| 2014 – 2016: Paul di Resta se neúčastnil Formule 1. |                            |                   |                         |        |         |        |         |        |        |         |        |         |         |         |         |         |         |        |        |        |        |        |         |      |           |
| 2017                                                | Williams Martini Racing    | Williams FW40     | Mercedes M08 EQ Power+  | AUS    | CHN     | BHR    | RUS     | ESP    | MON    | CAN     | AZE    | AUT     | GBR     | HUN Ret | BEL     | ITA     | SIN     | MAL    | JPN    | USA    | MEX    | BRA    | ABU     | –    | –         |

## Výsledky v ostatních motoristických kategoriích

### Kompletní výsledky ve F3 Euroseries
| Legenda k tabulce | Legenda k tabulce                                                                       |
| Barva             | Výsledek                                                                                |
| ----------------- | --------------------------------------------------------------------------------------- |
| Zlatá             | Vítěz                                                                                   |
| Stříbrná          | 2. místo                                                                                |
| Bronzová          | 3. místo                                                                                |
| Zelená            | Bodované umístění                                                                       |
| Modrá             | Nebodované umístění                                                                     |
| Modrá             | Dokončil neklasifikován (NC)                                                            |
| Fialová           | Odstoupil (Ret)                                                                         |
| Červená           | Nekvalifikoval se (DNQ)                                                                 |
| Červená           | Nepředkvalifikoval se (DNPQ)                                                            |
| Černá             | Diskvalifikován (DSQ)                                                                   |
| Bílá              | Nestartoval (DNS)                                                                       |
| Bílá              | Závod zrušen (C)                                                                        |
| Světle modrá      | Pouze trénoval (PO)                                                                     |
| Světle modrá      | Páteční testovací jezdec (TD)                                                           |
| Bez barvy         | Netrénoval (DNP)                                                                        |
| Bez barvy         | Vyřazen (EX)                                                                            |
| Bez barvy         | Nepřijel (DNA)                                                                          |
| Bez barvy         | Odvolal účast (WD)                                                                      |
| Bez barvy         | Nezúčastnil se (prázdné)                                                                |
| Označení          | Význam                                                                                  |
| Tučnost           | Pole position                                                                           |
| Kurzíva           | Nejrychlejší kolo                                                                       |
| †                 | Jezdec nedojel do cíle, ale byl klasifikován, protože odjel více než 90 % délky závodu. |
| ‡                 | Byl udělován poloviční počet bodů, protože bylo odjeto méně než 75 % délky závodu.      |
| Horní index       | Umístění bodujících jezdců ve sprintu                                                   |

| Rok  | Tým              | 1         | 2         | 3        | 4         | 5         | 6        | 7       | 8       | 9       | 10       | 11      | 12       | 13       | 14        | 15       | 16      | 17        | 18        | 19        | 20        | Pozice | Body |
| ---- | ---------------- | --------- | --------- | -------- | --------- | --------- | -------- | ------- | ------- | ------- | -------- | ------- | -------- | -------- | --------- | -------- | ------- | --------- | --------- | --------- | --------- | ------ | ---- |
| 2005 | Manor Motorsport | HOC 1 Ret | HOC 2 17  | PAU 1 14 | PAU 2 DNS | SPA 1 DSQ | SPA 2 5  | MCO 1 8 | MCO 2 6 | OSC 1 4 | OSC 2 4  | NOR 1 3 | NOR 2 8  | NÜR 1 23 | NÜR 2 Ret | ZAN 1 14 | ZAN 2 5 | LAU 1 Ret | LAU 2 DSQ | HOC 1 Ret | HOC 2 DSQ | 10.    | 32   |
| 2006 | ASM Formule 3    | HOC 1 3   | HOC 2 Ret | LAU 1 2  | LAU 2 3   | OSC 1     | OSC 2 14 | BRH 1   | BRH 2 5 | NOR 1   | NOR 2 18 | NÜR 1 2 | NÜR 2 13 | ZAN 1    | ZAN 2 14  | CAT 1 10 | CAT 2 6 | BUG 1     | BUG 2 6   | HOC 1 Ret | HOC 2 6   | 1.     | 86   |

### Kompletní výsledky v DTM
| Legenda k tabulce | Legenda k tabulce                                                                       |
| Barva             | Výsledek                                                                                |
| ----------------- | --------------------------------------------------------------------------------------- |
| Zlatá             | Vítěz                                                                                   |
| Stříbrná          | 2. místo                                                                                |
| Bronzová          | 3. místo                                                                                |
| Zelená            | Bodované umístění                                                                       |
| Modrá             | Nebodované umístění                                                                     |
| Modrá             | Dokončil neklasifikován (NC)                                                            |
| Fialová           | Odstoupil (Ret)                                                                         |
| Červená           | Nekvalifikoval se (DNQ)                                                                 |
| Červená           | Nepředkvalifikoval se (DNPQ)                                                            |
| Černá             | Diskvalifikován (DSQ)                                                                   |
| Bílá              | Nestartoval (DNS)                                                                       |
| Bílá              | Závod zrušen (C)                                                                        |
| Světle modrá      | Pouze trénoval (PO)                                                                     |
| Světle modrá      | Páteční testovací jezdec (TD)                                                           |
| Bez barvy         | Netrénoval (DNP)                                                                        |
| Bez barvy         | Vyřazen (EX)                                                                            |
| Bez barvy         | Nepřijel (DNA)                                                                          |
| Bez barvy         | Odvolal účast (WD)                                                                      |
| Bez barvy         | Nezúčastnil se (prázdné)                                                                |
| Označení          | Význam                                                                                  |
| Tučnost           | Pole position                                                                           |
| Kurzíva           | Nejrychlejší kolo                                                                       |
| †                 | Jezdec nedojel do cíle, ale byl klasifikován, protože odjel více než 90 % délky závodu. |
| ‡                 | Byl udělován poloviční počet bodů, protože bylo odjeto méně než 75 % délky závodu.      |
| Horní index       | Umístění bodujících jezdců ve sprintu                                                   |

| Year | Tým                | Auto                       | 1       | 2     | 3     | 4       | 5      | 6       | 7      | 8     | 9      | 10     | 11     | Pozice | Body |
| ---- | ------------------ | -------------------------- | ------- | ----- | ----- | ------- | ------ | ------- | ------ | ----- | ------ | ------ | ------ | ------ | ---- |
| 2007 | Persson Motorsport | AMG-Mercedes C-Klasse 2005 | HOC1 5  | OSC 2 | LAU 2 | BRH Ret | NOR 15 | MUG 3   | ZAN 14 | NÜR 6 | CAT 3  | HOC2 8 |        | 5.     | 32   |
| 2008 | HWA Team           | AMG-Mercedes C-Klasse 2008 | HOC1 13 | OSC 4 | MUG 2 | LAU 1   | NOR 5  | ZAN 7   | NÜR 2  | BRH 2 | CAT 1  | BUG 2  | HOC2 2 | 2.     | 71   |
| 2009 | HWA Team           | AMG-Mercedes C-Klasse 2009 | HOC1 5  | LAU 4 | NOR 7 | ZAN 6   | OSC 4  | NÜR Ret | BRH 1  | CAT 7 | DIJ 2  | HOC2 3 |        | 3.     | 45   |
| 2010 | HWA Team           | AMG-Mercedes C-Klasse 2009 | HOC1 4  | VAL 5 | LAU 2 | NOR 10  | NÜR 2  | ZAN 2   | BRH 1  | OSC 1 | HOC2 1 | ADR 9  | SHA 2  | 1.     | 71   |

## Kariéra
| Sezóna | Série                        | Tým                | Závody           | Výhry            | Pole pozice      | Nej.kola         | Pódia            | Body             | Pozice           |
| ------ | ---------------------------- | ------------------ | ---------------- | ---------------- | ---------------- | ---------------- | ---------------- | ---------------- | ---------------- |
| 2003   | Formula Renault UK           | Eurotek Motorsport | 17               | 1                | 2                | 1                | 2                | 233              | 7.               |
| 2003   | Formula Renault UK           | Team JVA           | 17               | 1                | 2                | 1                | 2                | 233              | 7.               |
| 2004   | Formula Renault UK           | Manor Motorsport   | 20               | 4                | 4                | 2                | 9                | 415              | 3.               |
| 2004   | Formula Renault 2000 Eurocup | Manor Motorsport   | 3                | 0                | 0                | 0                | 1                | 0                | NC†              |
| 2004   | Bahrain Superprix            | Manor Motorsport   | 1                | 0                | 0                | 0                | 0                | N/A              | NC               |
| 2005   | F3 Euroseries                | Manor Motorsport   | 19               | 0                | 3                | 2                | 1                | 32               | 10.              |
| 2005   | F3 Masters                   | Manor Motorsport   | 1                | 0                | 0                | 0                | 0                | N/A              | 4.               |
| 2006   | F3 Euroseries                | ASM Formule 3      | 20               | 5                | 5                | 1                | 9                | 86               | 1.               |
| 2006   | F3 Masters                   | ASM Formule 3      | 1                | 0                | 0                | 0                | 0                | N/A              | 1.               |
| 2006   | Macau Grand Prix             | ASM Formule 3      | 1                | 0                | 0                | 0                | 0                | N/A              | NC               |
| 2007   | DTM                          | Persson Motorsport | 10               | 0                | 0                | 0                | 4                | 32               | 5.               |
| 2008   | DTM                          | HWA Team           | 11               | 2                | 1                | 4                | 7                | 71               | 2.               |
| 2009   | DTM                          | HWA Team           | 10               | 1                | 1                | 2                | 3                | 45               | 3.               |
| 2010   | DTM                          | HWA Team           | 11               | 3                | 3                | 1                | 7                | 71               | 1.               |
| 2010   | Formule 1                    | Force India        | Testovací jezdec | Testovací jezdec | Testovací jezdec | Testovací jezdec | Testovací jezdec | Testovací jezdec | Testovací jezdec |
| 2011   | Formule 1                    | Force India        | 19               | 0                | 0                | 0                | 0                | 27               | 13.              |

† di Resta byl host, proto nemohl bodovat